# Rigas Fereos
Konstandinos Rigas Velestinlís-Fereos (en grec: Κωνσταντίνος Ρήγας Βελεστινλής-Φεραίος), nascut Andonios Kiriazís (Αντώνιος Κυριαζής) i conegut sobretot com a Rigas Fereos (Ρήγας Φεραίος), (Velestino, 1757 - Belgrad, 24 de juny de 1798) fou un escriptor, politòleg i revolucionari grec, actiu durant la Renaixença grega, recordat com a heroi nacional grec, incitador i víctima de la revolta dels Balcans contra l'Imperi Otomà i precursor de la Guerra d'independència de Grècia.

## Infància i joventut
Andonios Kiriazís nasqué en una família rica al poble tessaliota de Velestino, a Grècia, aleshores dins de l'Imperi Otomà, a prop de l'antiga Pherae. D'aquest antic topònim deriva el seu malnom Fereos, tot i que sembla que ell mateix no el va emprar mai. Podria ser membre de la minoria aromanesa, si bé no hi ha proves clares d'això.
Mentre feia de mestre, va combatre els otomans amb accions locals. Quan tenia vint anys, va matar un personatge important i va haver de fugir a les muntanyes de l'Olimp, on es va unir a la guerrilla encapçalada per Spiros Zeras.

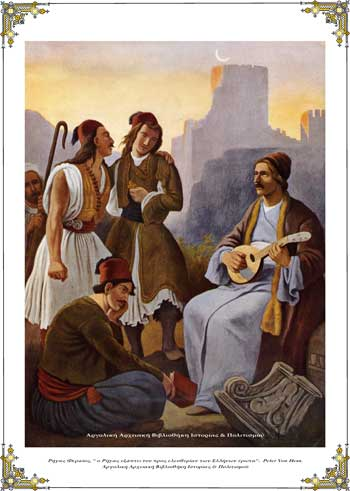
Rigas Feraios, de Peter von Hess.

Després va passar a la comunitat monàstica del Mont Atos, on fou rebut per Cosmas, hegumen del monestir Vatopediu, i d'aquí a Constantinoble (l'actual İstanbul), on va esdevenir el secretari del notable fanariota Aléxandros Ypsilantis.
Traslladat a Bucarest, capital de la Valàquia otomana, Rigas va tornar a l'escola, on va aprendre diversos idiomes, i finalment va esdevenir funcionari del Príncep de Valàquia Nicholas Mavrogenes. Quan va esclatar la Guerra Russo-Turca (1787-1792), fou encarregat de supervisar les tropes otomanes a la ciutat de Craiova. Aquí es va fer molt amic d'un oficial otomà anomenat Osman Pazvantoğlu, que després esdevindria el baixà revel de Vidin, i a qui va salvar la vida quan el príncep Mavrogenes va voler venjar-se'n. Va prendre bona nota de la Revolució Francesa, i es va imaginar que podia passar una cosa semblant als Balcans, de manera que s'aconseguís l'autodeterminació de tots els súbdits cristians de l'Imperi Otomà. Rigas va aconseguir el suport de bisbes i de caps guerrillers grecs per a una revolta.
Quan va morir el seu patró, Rigas va tornar a Bucarest per fer de drogman al consulat francès. En aquesta època va escriure la seva versió grega de La Marseillaise, l'himne de la Revolució Francesa, i que va popularitzar Lord Byron («amunt els fills dels grecs»).

## Exili a Viena

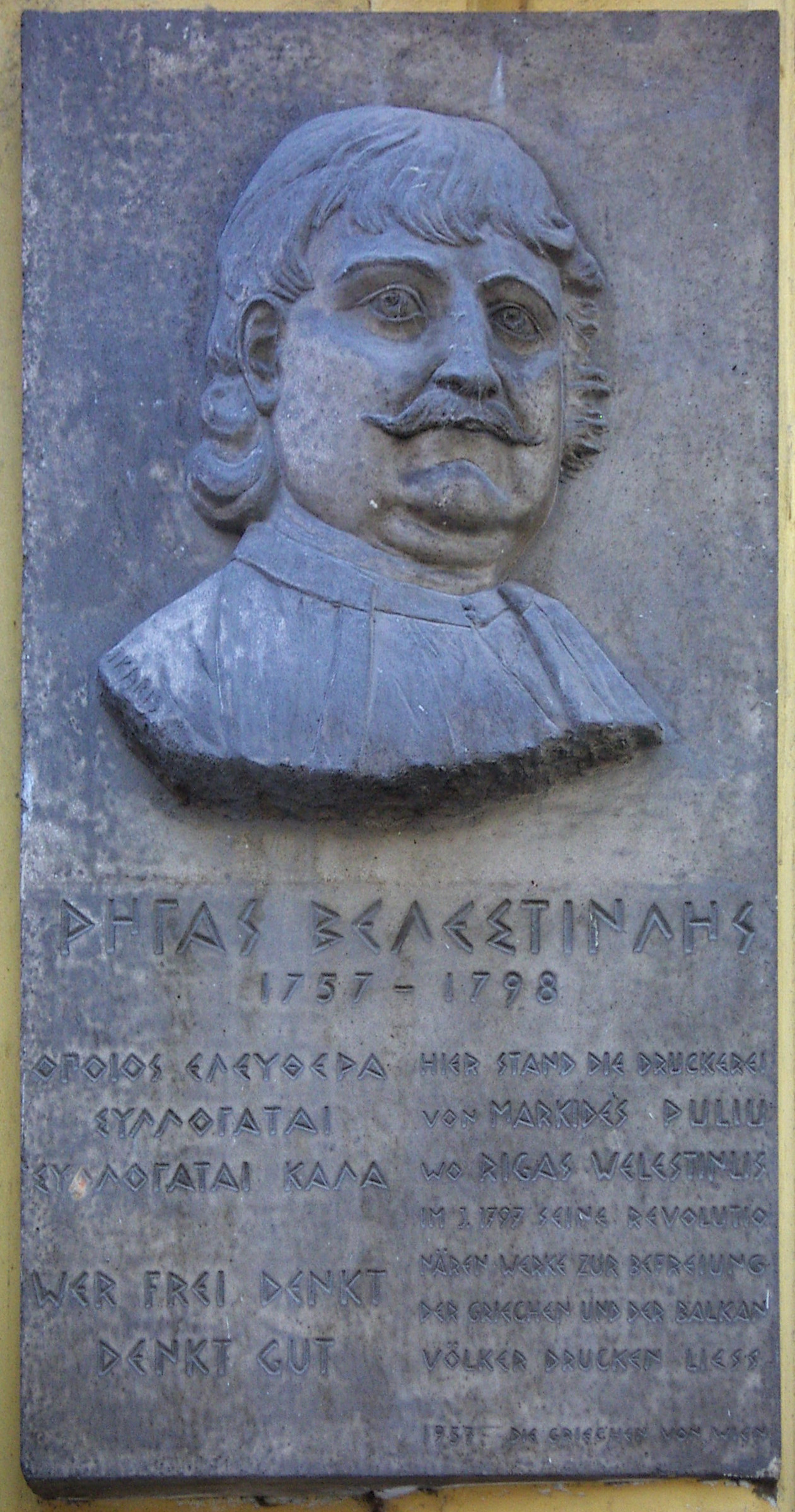
Placa commemorativa de l'estada de Rigas a Viena.

Bandera proposada per Rigas per a una eventual Federació Panbalcànica.

Cap al 1793, Rigas es va traslladar a Viena, la capital del Sacre Imperi Romanogermànic i on hi vivia una important comunitat grega, per tal d'intentar una aproximació al famós general francès Napoleó Bonaparte, a qui admirava, per demanar-li l'assistència i el suport per a la seva causa.
Mentre va ser en aquesta ciutat, Rigas va editar un diari en grec, Ephemeris ("Diari"), i va publicar un mapa polític on formulava la seva proposta de la "Gran Grècia", que incloïa moltes zones on els grecs hi eren minoritaris, com ara la mateixa Constantinoble (de fet, İstanbul, la capital de l'Imperi Otomà).
Així mateix, va imprimir diversos pamflets basats en els principis de la Revolució Francesa, com ara la Declaració dels Drets de l'Home i del Ciutadà i la Nova Constitució Política dels Habitants de Rumèlia, Àsia Menor, les Illes de l'Egeu i els Principats de Moldàvia i Valàquia, amb els que mirava de promoure el creixement del nacionalisme als Balcans contra l'opressió otomana.
També va publicar moltes traduccions a la llengua grega, i va preparar una recopilació dels seus poemes, que seria publicada pòstumament, el 1814, a Iaşi, la capital del Principat de Moldàvia.

## Mort

Placa commemorativa davant de la Torre Nebojša, a Belgrad, on Rigas Fereos fou estrangulat.

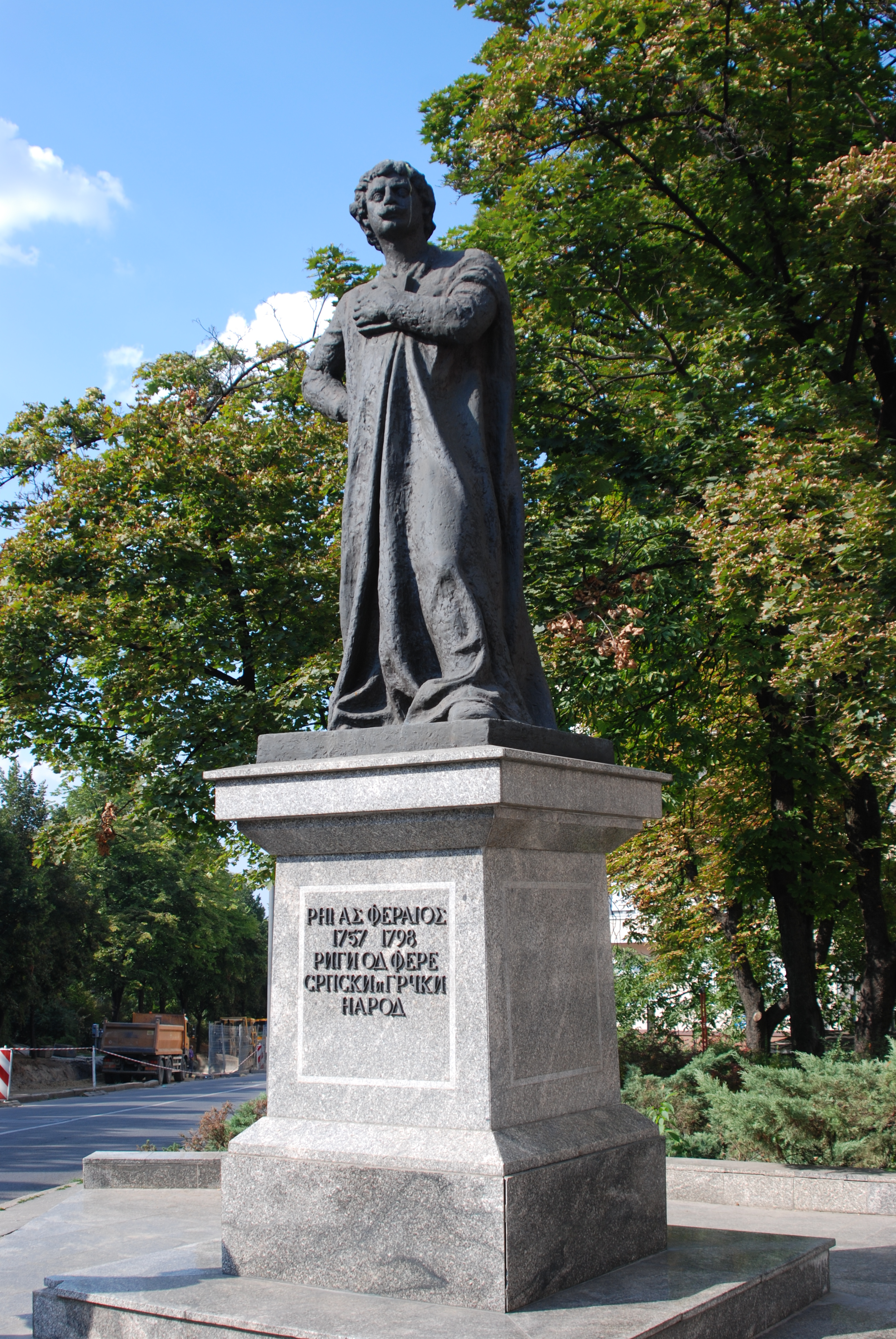
Estàtua de Rigas Feraios a Belgrad.

Rigas, finalment, va aconseguir contactar amb el general Napoleó Bonaparte, quan aquest era el comandant de l'exèrcit expedicionari francès a Itàlia, i li va enviar una capsa de rapè confeccionat amb l'arrel d'un llorer de les ruïnes del temple d'Apol·lo, cosa que li va permetre aconseguir una cita a Venècia. Dissortadament, durant aquest viatge fou traït pel mercader grec Demetrios Oikonomos Kozanites i detingut a Trieste per les autoritats austríaques (en aquella època, l'Arxiducat d'Àustria, on hi havia el temor que les idees revolucionàries hi acabessin arribant, era aliat de la Sublim Porta, i més tard signaria la Santa Aliança amb Rússia i Prússia per tal de fer front a l'hegemonia francesa).
Ell i els seus cinc acompanyants foren lliurats al governador otomà de Belgrad, ciutat on foren empresonats i torturats. Tot seguit, foren enviats a İstanbul per ser sentenciats personalment pel soldà Selim III, però quan acabaven d'iniciar el viatge foren estrangulats per tal d'evitar que els rescatés el seu amic Osman Pazvantoğlu. Els seus cossos foren llençats a les aigües del Danubi.
La llegenda diu que Rigas va pronunciar aquestes paraules abans de morir: "He sembrat una llavor poderosa; arribarà l'hora que el meu país podrà fer una collita gloriosa".

## Ideologia
Rigas, que escrivia tant en grec demòtic com en la forma més cultista de la llengua (katharévussa), va aconseguir exaltar el fervor patriòtic dels grecs contemporanis seus. El seu republicanisme va proporcionar una aura d'heroïsme a la seva mort, i un caràcter de reforma política a l'alliberament nacional de Grècia. Quan les contradiccions socials a l'Imperi Otomà es van fer més intenses, a la tumultuosa era napoleònica, fou quan es va escriure l'obra teòrica més important del republicanisme grec, "Nomarquia hel·lènica", que el seu anònim autor va dedicar a Rigas Feraios, «que es va sacrificar per la salvació de Grècia».
Els seus greuges contra l'ocupació otomana de Grècia es referien a la seva crueltat, a l'enllistament militar dels nens cristians entre cinc i quinze anys (devşirme o Paedomazoma), al caos administratiu i a l'opressió sistemàtica (incloent la prohibició d'ensenyar la història i la llengua de Grècia, o fins i tot de muntar a cavall), i a la confiscació d'esglésies per reconvertir-les en mesquites.

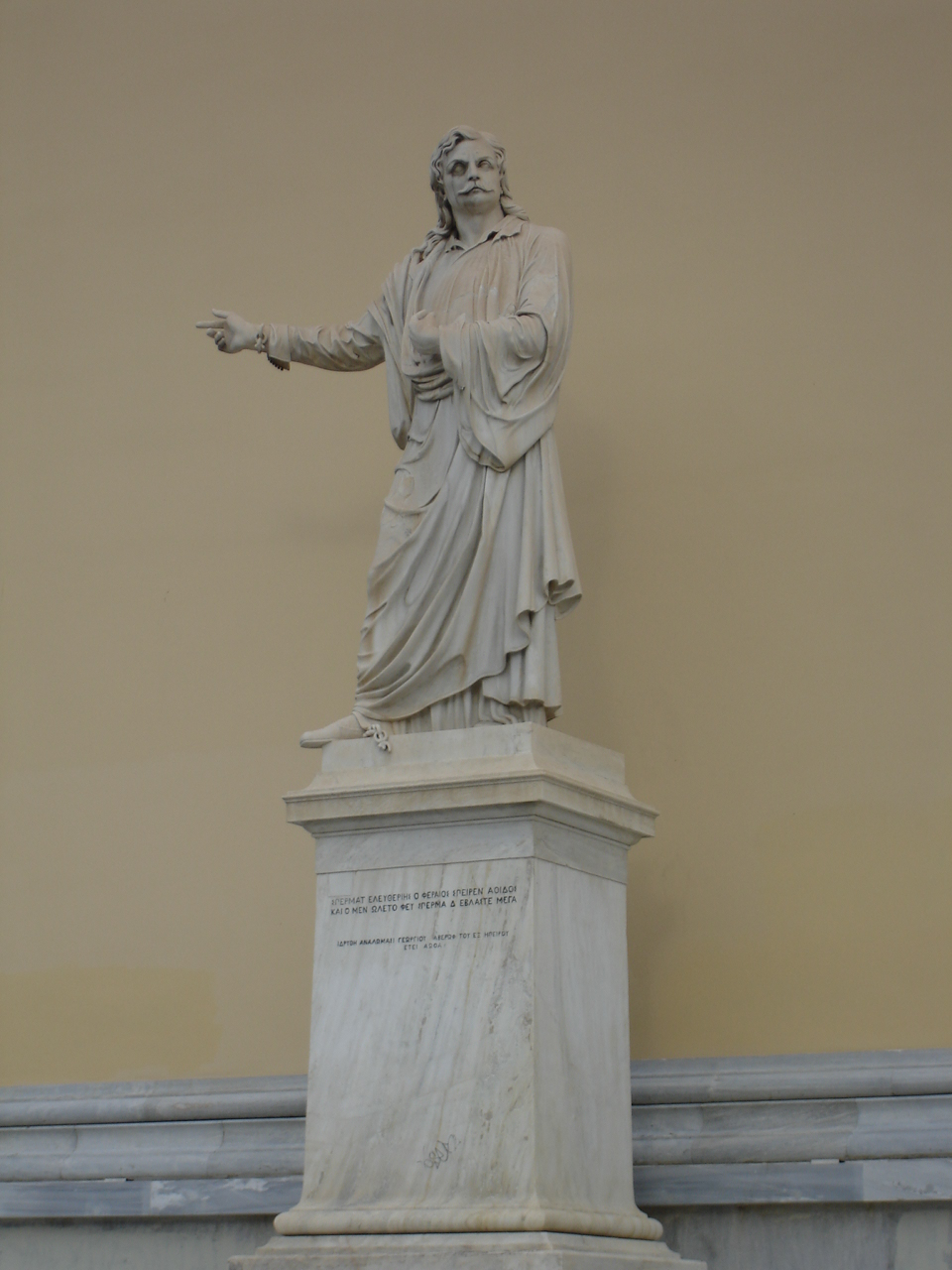
Estàtua de Rigas a la Universitat d'Atenes (per Ioannis Kossos).

Rigas va escriure poemes i llibres entusiastes sobre la història de Grècia, i molts es van fer força populars. Un dels poemes més famosos, i que ell solia cantar en públic, fou el Thourios o cant de guerra (1797), que diu: "És millor viure una hora com un home lliure que quaranta anys com un esclau i presoner" («Ως πότε παλικάρια να ζούμε στα στενά…. Καλύτερα μίας ώρας ελεύθερη ζωή παρά σαράντα χρόνια σκλαβιά και φυλακή»). El "Thourios" exhorta els grecs i els altres pobles cristians ortodoxos que aleshores vivien al territori grec (arvanites, búlgars, etc.) a abandonar les ciutats ocupades pels otomans i anar-se'n a viure a les muntanyes, on podrien ser més lliures. Cal notar que el mot «grecs» no apareix en tot el poema; en canvi, es parla dels Romioi, que és, de fet, la forma com s'anomenava ella mateixa la població cristiana de parla grega (és a dir: «romans», ciutadans de l'Imperi Romà d'Orient).

## Memorial
Hi ha estàtues de Rigas Fereos a la Universitat d'Atenes i a Belgrad, al principi del carrer que porta el seu nom (Ulica Rige od Fere).
Rigas Fereos també va ser el nom que va adoptar la Joventut del Partit Comunista de Grècia, tot i que no hi ha res als escrits de Rigas que dóni suport ideològic al comunisme, sinó que estava fortament influït pel liberalisme de la Revolució Francesa. Més aviat, l'ús del nom de l'heroi nacional indica la necessitat que tenien els comunistes d'enllaçar amb el passat heroic del nacionalisme grec.
El retrat de Rigas es va imprimir als bitllets de 200 dracmes entre 1996 i 2001. El 1998 es va encunyar una moneda commemorativa de 50 dracmes pel segon centenari de la mort de Rigas. Actualment, la seva imatge apareix a la moneda de 10 cèntims d'euro.
El lloc on va néixer, Velestino, és la capital de la municipalitat Rigas Fereos, creada el 2011 i anomenada en honor seu.

## En la cultura popular
Nikos Xydakis i Manolis Rasoulis van escriure una cançó titulada Έτσι που λες, Ρήγα Φεραίο (Etsi pou les, Riga Feraio, "Això és així, Rigas Feraios"), que cantava Rasoulis. D'altra banda, Christos Leontis va posar música al poema "Thourio", i el cantant cretenc Nikos Xylouris ho cantava els anys 1970.